# Silver Pozzoli
Silvio Pozzoli (Cinisello Balsamo, 19 de julio de 1953), conocido por su nombre artístico Silver Pozzoli, es un cantante, compositor y músico italiano.

## Carrera
Entre sus éxitos que se han convertido en clásicos del género italo disco y que fueron top 30 en toda Europa se encuentran las canciones de 1985 "Around My Dream" y "Step by Step", grabadas bajo el nombre de Silver Pozzoli.
Formó indirectamente parte de la banda italiana Club House, que lanzó varios discos de italo house como "Do It Again Medley with Billie Jean" en 1983 o "I'm a Man/Yeké Yeké Medley" en 1988. También fue la voz (sin acreditar) del proyecto Den Harrow para el sencillo "Mad Desire" en 1985.
En 1992 con el sello Alemán ZYX, Pozzoli lanzó el sencillo "Sing Sing Sing Along (Around My Dream)", una remezcla de la versión original de 1985. 
El siguiente sencillo fue "Around My Dream '93", lanzado en Italia y redistribuido en 2000 como parte de una colección de clásicos dance. Luego, el sencillo de Eurodance "Don't Forget Me" fue lanzado en 1994 en Italia bajo PL y licenciado en Alemania bajo ZYX.
En 2005, Hot Steppaz remezcló "Around My Dream"; el sencillo fue lanzado en Alemania por el sello Dance Street.
Cantó la apertura italiana de los temas musicales del anime Hunter × Hunter, Gaiking - Legend of Daiku-Maryu, Ribon no Kishi (junto a Marco Ferradini) y Astrorobot contact Ypsylon.

## Discografía[4]

### Álbumes
- 1987 - "Around My Dream"
- 2009 - "Around Your Dreams: Acoustic Versions Of 80's Masterpieces"

### Sencillos
- 1984 - "Mad Desire" (interpretó voces en esta canción de Den Harrow)
- 1985 - "Around My Dream"
- 1985 - "Step by Step"
- 1986 - "Around My Dream" (Remix)
- 1986 - "From You to Me"
- 1987 - "Pretty Baby"
- 1987 - "Chica Boom"
- 1987 - "Cross My Heart"
- 1987 - "Take My Heart"
- 1988 - "Let Me Be Your Love" (coescrito con David Lyme y lanzado bajo el nombre de Silver)
- 1988 - "Love Is the Best"
- 1992 - "With or Without You"
- 1992 - "Sing Sing Sing Along"
- 1993 - "Around My Dream '93"
- 1994 - "Don't Forget Me"